# Lauw (Francja)
Lauw – miejscowość i gmina we Francji, w regionie Grand Est, w departamencie Górny Ren.
Według danych na rok 1990 gminę zamieszkiwało 948 osób, 206 os./km².